# Geografia da Nova Caledônia
A geografia da Nova Caledônia, uma coletividade ultramarina da França localizada na sub-região da Melanésia, torna o grupo de ilhas continentais único no Pacífico sudoeste. Entre outras coisas, a cadeia de ilhas desempenhou um papel na preservação de linhagens biológicas únicas do Mesozoico. Serviu como um ponto de referência na expansão dos antecessores dos polinésios, a cultura lapita. Sob o domínio da França Livre, foi uma base naval vital para as Forças Aliadas durante a Guerra do Pacífico.
O arquipélago está localizado a leste da Austrália, ao norte da Nova Zelândia, ao sul do Equador e apenas a oeste de Fiji e Vanuatu. A Nova Caledônia compreende uma ilha principal, Grande Terre, as Ilhas Loyalty e várias ilhas menores. Aproximadamente a metade do tamanho de Taiwan, o grupo tem uma área de 18 575,5 Km². As ilhas têm uma costa de 2 254 km. A Nova Caledônia reivindica uma zona de pesca exclusiva a uma distância de 370 km e um mar territorial de 22 km da costa. A Nova Caledônia é uma das partes mais ao norte de um continente quase totalmente (93%) submerso chamado Zelândia, que se distanciou da Antártida há entre 130 e 85 milhões de anos, e da Austrália 85-60 milhões de anos. (A maior parte da massa continental triangular alongada de Zelândia é um planalto subsuperficial. A Nova Zelândia é um promontório montanhoso acima da água em seu centro, e a Nova Caledônia é uma crista de promontório na borda norte do continente.) A própria Nova Caledônia se afastou da Austrália há 66 milhões de anos, e subsequentemente derivou na direção nordeste, atingindo sua posição atual cerca de 50 milhões de anos. Dada sua longa estabilidade e isolamento, a Nova Caledônia serve como um refúgio de ilha único - uma espécie de 'arca' biológica - que hospeda um ecossistema único e preserva as linhagens de plantas e animais de Gondwana não mais encontradas em outros lugares.

## Composição

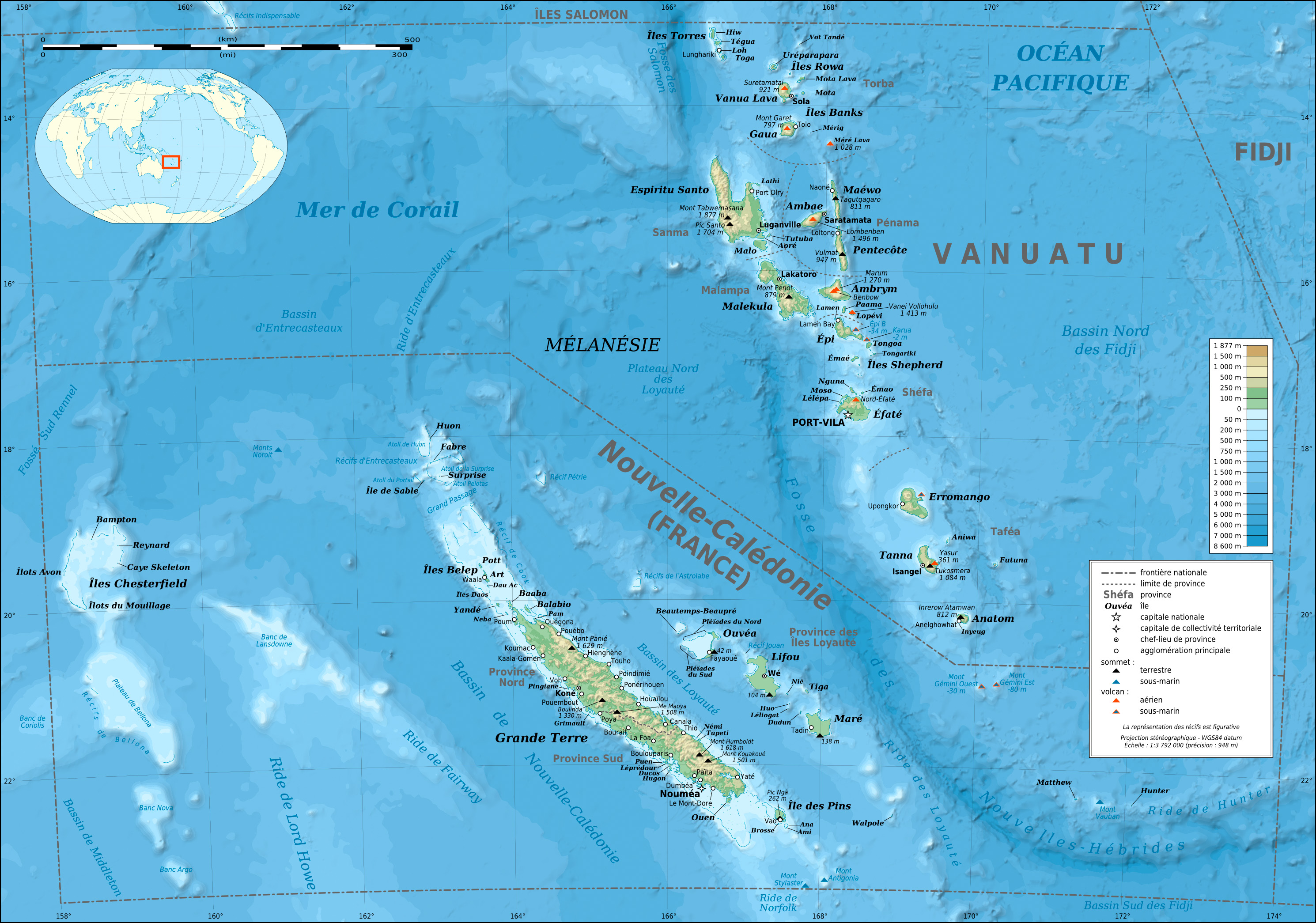
Mapa Batimétrico e Topográfico da Nova Caledônia. Clique para expandir.

A Nova Caledônia é composta por uma ilha principal, a Grande Terre, e várias ilhas menores, o arquipélago Belep ao norte da Grande Terre, as Ilhas Loyalty a leste da Grande Terre, a (Ilha de Pines) ao sul da Grande Terre, as ilhas Chesterfield e os recifes Bellona mais a oeste. Cada uma desses quatro grupos de ilhas tem uma origem geológica diferente: 
- O arquipélago da Nova Caledônia, que inclui Grande Terre, Belep e a Île des Pins, nasceu como uma série de dobras do manto terrestre entre o período Permiano (299–252 milhões de anos) e os períodos Paleógeno e Neógeno (66–1,5 milhões de anos). Essa obdução do manto criou grandes áreas de peridotito e uma rocha rica em níquel.
- As Ilhas Loyalty, cem quilômetros a leste, são ilhas de coral e calcário construídas no topo de antigos vulcões em colapso originados devido à subducção na trincheira de Vanuatu.
- As Ilhas Chesterfield , 550 quilômetros  ao noroeste, são afloramentos de recife do planalto oceânico.
- As Ilhas Matthew e Hunter, em 450 e 520

520 quilômetros a leste, respectivamente, são ilhas vulcânicas que formam a extremidade sul do arco das Novas Hébridas (atual Vanuatu).
A Grande Terre é de longe a maior das ilhas e a única ilha montanhosa. Tem uma área de 16.372 km² é alongada na direção noroeste-sudeste, 350 quilômetros de comprimento e 50 a 70 quilômetros de largura. Uma cordilheira percorre toda a extensão da ilha, com cinco picos com mais de 1 500 metros. O ponto mais alto é o Mont Panié, com 1 628 metros  de altitude. A área total da Nova Caledônia é de 19 060 km², 18 575 km² dessas sendo terras.
Existe uma disputa territorial em relação às ilhas desabitadas de Matthew e Hunter, que são reivindicadas tanto pela França (como parte da Nova Caledônia) quanto por Vanuatu. 

## Origem da Zelândia

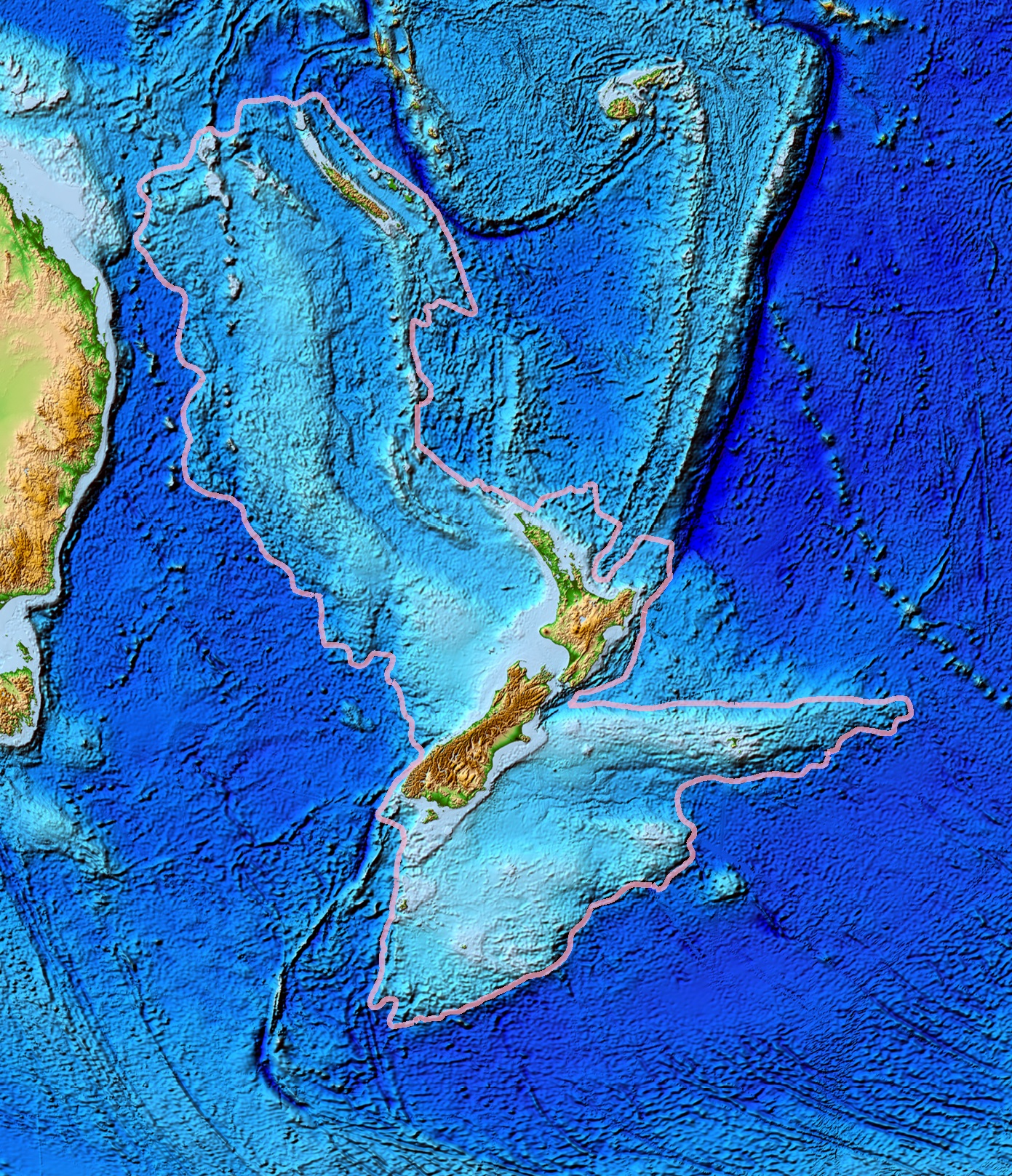
Topografia da Zelândia. A Nova Caledônia é a ilha esguia no quadrante superior esquerdo da imagem às 11 horas da Nova Zelândia. As cordilheiras que correm de norte a nordeste e sudoeste da Nova Zelândia não fazem parte do continente.

O arquipélago da Nova Caledônia é uma cadeia de ilhas microcontinentais que se originou como um fragmento da Zelândia, um continente ou microcontinente quase submerso que fazia parte do supercontinente sul de Gondwana durante a época dos dinossauros. O grupo Grande Terre da Nova Caledônia, com Mont Panié a 1.628 metros como seu ponto mais alto, é a parte mais elevada da Cordilheira Norfolk, um braço longo e principalmente subaquático do continente. Embora ainda fossem uma só massa de terra, a Zelândia e a Austrália juntas se separaram da Antártida há entre 85 e 130 milhões de anos. Austrália e Zelândia se separaram há entre 85 e 60 milhões de anos. Embora os biólogos considerem isso contrário às evidências de linhagens sobreviventes de Gondwana, os geólogos consideram a possibilidade lógica de que a Zelândia pode ter sido completamente submersa há cerca de 23 milhões de anos. Enquanto um continente como a Austrália consiste em um grande pedaço de terra cercado por uma orla da plataforma continental, Zelândia consiste quase inteiramente na plataforma continental, com a grande maioria, cerca de 93%, submersa no Oceano Pacífico. Este ponto de vista não é universal. Bernard Pelletier argumenta que Grande Terre ficou completamente submersa por milhões de anos e, portanto, a origem da flora pode não ser local na natureza, mas devido à dispersão em longas distâncias.
Zelândia tem 4.900.000 km² de área, maior do que a Groenlândia ou a Índia, e quase metade do tamanho da Austrália. É excepcionalmente delgado, estendendo-se da Nova Caledônia, no norte, para além das ilhas subantárticas da Nova Zelândia no sul (da latitude 19° sul a 56° sul, análogo a variando do Haiti à Baía de Hudson ou do Sudão à Suécia no hemisfério norte). A Nova Zelândia é a maior parte da Zelândia acima do nível do mar, seguida pela Nova Caledônia.
Dada sua origem continental como um fragmento da Zelândia, ao contrário de muitas das ilhas do Pacífico, como a cadeia do Havaí, a Nova Caledônia não é de origem vulcânica geograficamente recente. Sua separação da Austrália no final do Cretáceo (145 à 66 milhões de anos) e da Nova Zelândia em meados do Mioceno levou a um longo período de evolução em isolamento quase completo. O patrimônio natural da Nova Caledônia compreende significativamente espécies cujos ancestrais eram flora e fauna antigas e primitivas presentes na Nova Caledônia quando se separou de Gondwana há milhões de anos, não apenas espécies, mas gêneros inteiros e até famílias são exclusivos da ilha e não sobrevivem em nenhum outro lugar.
Desde a era dos dinossauros, à medida que a ilha se movia para o norte devido aos efeitos da deriva continental, alguns geólogos afirmam que ela pode ter sido totalmente submersa em vários intervalos. Os botânicos, no entanto, argumentam que deve ter havido algumas áreas que permaneceram acima do nível do mar, servindo de refúgio para os descendentes da flora original que habitava a ilha quando se separou de Gondwana. O isolamento da Nova Caledônia não foi absoluto, entretanto. Novas espécies chegaram à Nova Caledônia, enquanto as espécies de origem Gondwana foram capazes de penetrar mais a leste na região da Ilha do Pacífico.

## Clima
O clima da Nova Caledônia é tropical, modificado pelos ventos alísios do sudeste. Está quente e úmido. Riscos naturais são colocados na Nova Caledônia por ciclones, que ocorrem com mais frequência entre novembro e março. Enquanto a precipitação nas ilhas vizinhas de Vanuatu é em média de 2 m por ano, do norte da Nova Caledônia ao sul, a chuva diminui para um pouco mais de 1.000 mm. A temperatura média anual cai no mesmo intervalo de 27,5 à 24,3° C, e a sazonalidade se torna mais pronunciada. A capital, Nouméa, localizada em uma península na costa sudoeste da ilha, normalmente tem uma estação seca que aumenta de intensidade de agosto até meados de dezembro, terminando repentinamente com a chegada das chuvas em janeiro. A costa nordeste da ilha recebe a maior parte das chuvas, com 2.400 mm (94 in) registrados perto do nível do mar em Pouébo.

## Terreno
O terreno de Grande Terre é constituído por planícies costeiras, com serras no interior. O ponto mais baixo é o Oceano Pacífico, com uma elevação de 0 m, e o mais alto é o Monte Panie, com uma altitude de 1.628 m.
O rio Diahot é o maior rio da Nova Caledônia, fluindo por cerca de 100 Km.Tem uma área de influência de 620 Km² e abre para o noroeste na Baie d'Harcourt, fluindo em direção ao ponto norte da ilha ao longo da escarpa oeste do Monte Panie.
Em 1993, 12% das terras da Nova Caledônia eram usadas para pastagens permanentes, com 39% ocupadas por florestas e bosques. Em 1991, 160 km² de terra eram irrigados. Uma questão ambiental atual é a erosão causada pela exploração mineira e incêndios florestais.

## Isolamento biológico

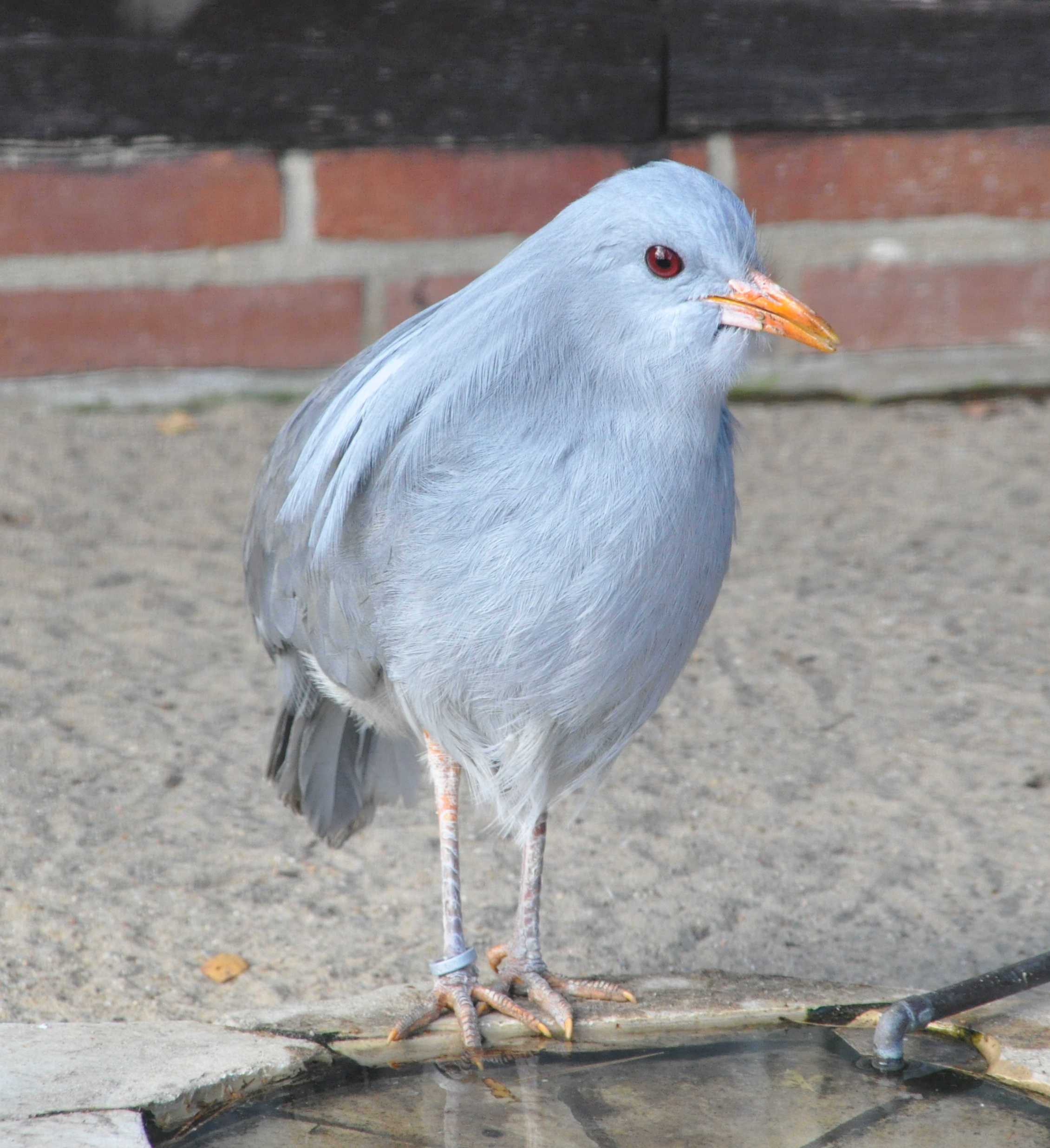
Um enigmático Cagu, um endêmico pássaro neo-calendonio. Veja as fotos da crista erguida e dos padrões das asas expostos durante a postura defensiva no site do Zoológico de San Diego.

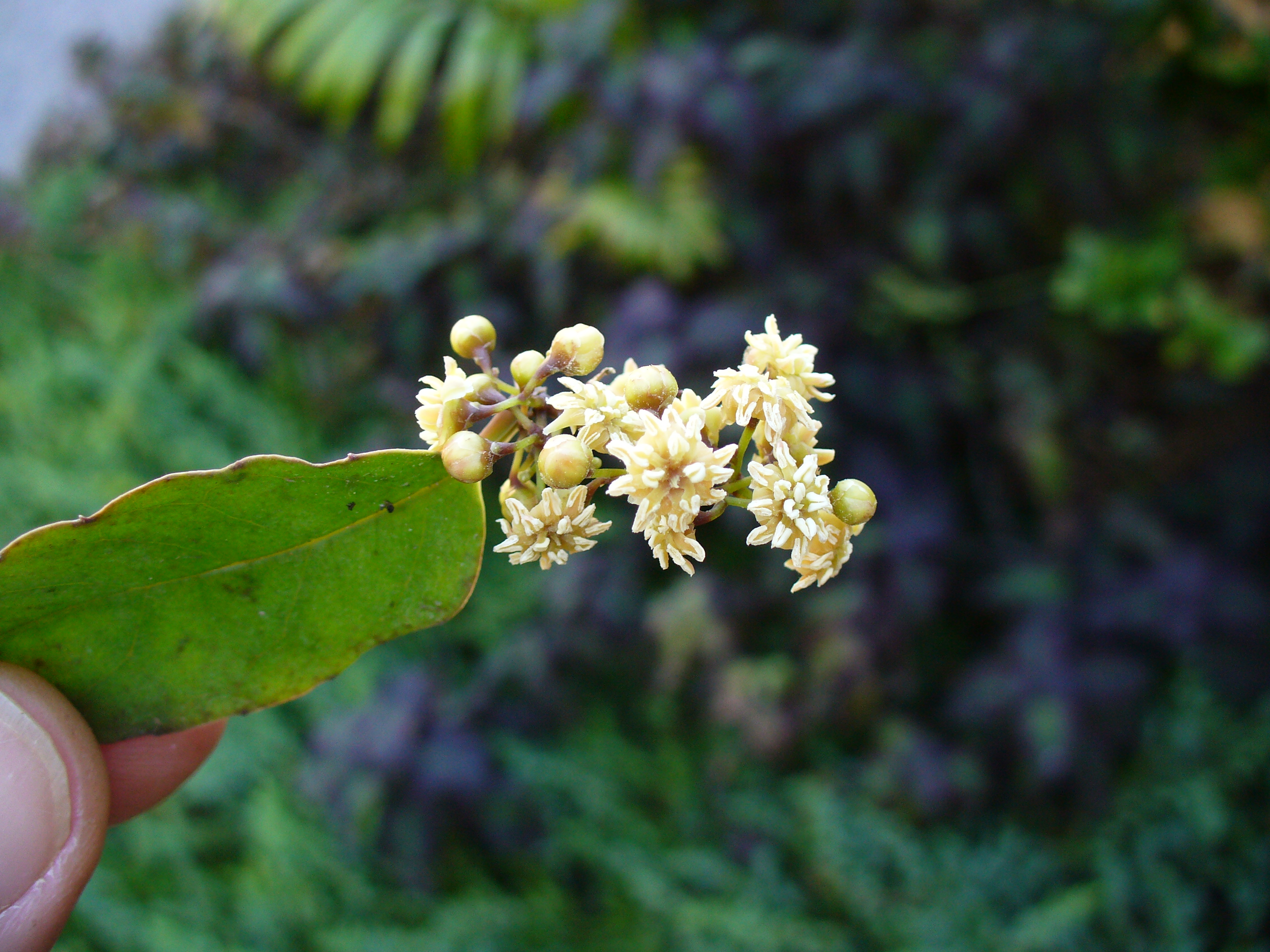
Amborella trichopoda, a planta com flor mais primitiva do mundo.

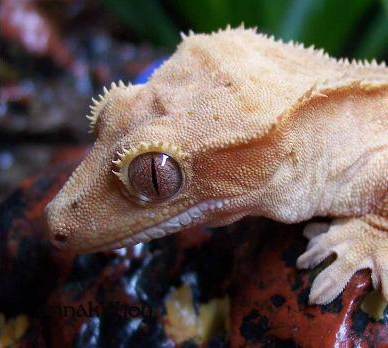
Correlophus ciliatus, a ainda não extinta lagartixa de crista do sul da Ilha Grande Terre.

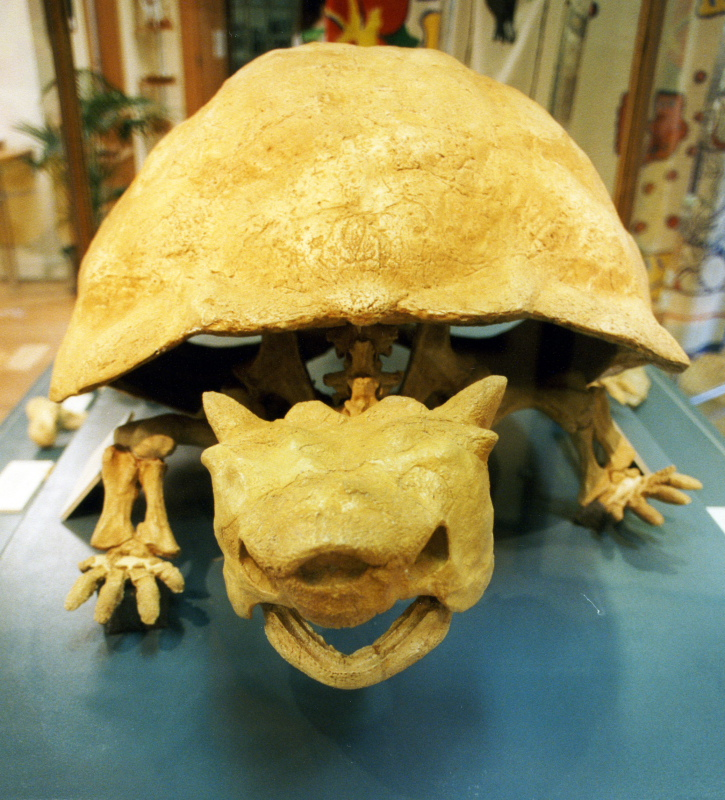
Meiolania platyceps fóssil.

Dado seu isolamento geográfico desde o final do Cretáceo, a Nova Caledônia é um refúgio, na verdade uma "Arca de Noé" biológica, uma ilha que abriga plantas e animais vivos únicos e também seu próprio patrimônio fóssil especial. Aves como o Cagu (em francês, cagou) Rhynochetos jubatus, cujo parente mais próximo pode ser o parente distante da América do Sul, e plantas como Amborella trichopoda, o único membro conhecido do ramo vivo mais básico das plantas com flores, faça desta ilha um tesouro e uma preocupação crítica para biólogos e conservacionistas. A ilha era o lar de tartarugas fósseis com chifres (Meiolania mackayi) e crocodilos fósseis terrestres (Mekosuchus inexpectatus) que se extinguiram logo após a chegada do homem. Não há anfíbios nativos, com lagartixas ocupando muitos de seus nichos. A lagartixa-de-crista (Correlophus ciliatus), considerada extinta, foi redescoberta em 1994. Com 14 polegadas, a lagartixa gigante de Leach (Rhacodactylus leachianus), a maior do mundo e um predador de lagartos menores é outro nativo. Os únicos mamíferos nativos são quatro espécies de morcegos, incluindo a endêmica raposa voadora da Nova Caledônia.
A Nova Caledônia é o lar de 13 das 19 espécies existentes de sempre-vivas do gênero Araucaria. A ilha foi chamada de "uma espécie de 'Parque Jurássico'" devido às características arcaicas de sua vegetação altamente endêmica. Além do gênero de planta de angiosperma basal Amborella, por exemplo, a ilha é o lar de mais espécies de gimnospermas do que qualquer outra massa terrestre tropical, com 43 de suas 44 espécies de coníferas exclusivas da ilha, que também abriga o único parasita conhecido no mundo gimnosperma, a conífera sem raízes Parasitaxus usta.
Dada sua aparência pré-histórica, as florestas secas do oeste da Nova Caledônia foram escolhidas como o local para as filmagens do primeiro episódio da minissérie da BBC Walking with Dinosaurs, que se passava no Arizona do final do Triássico.

## Riqueza mineral
Após uma formação descoberta em Omã na década de 1970, a Nova Caledônia tem o maior afloramento de rocha ultrabásica conhecido do planeta, derivado não da crosta, mas de uma dobra ascendente do manto mais profundo subjacente da Terra. Essas rochas ricas em minerais são uma fonte de níquel, crômio, ferro, cobalto, manganês, prata, ouro, chumbo e cobre. A toxicidade do solo rico em minerais ajudou a preservar a vegetação endêmica, que há muito se adaptou a ela, da competição de aspirantes a colonizadores que a consideram inadequada.

## Geografia populacional

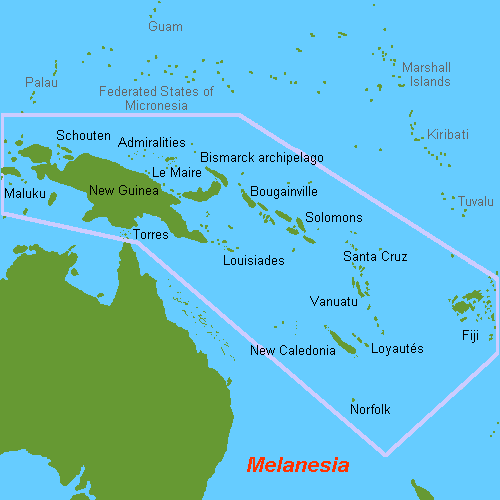
Mapa da Melanésia, circulado em linha rosa.

### Antes da chegada Ocidental
Antropologicamente, a Nova Caledônia é considerada o arquipélago mais meridional da Melanésia, agrupando-o com as ilhas mais próximas ao norte, em vez de sua vizinha geologicamente associada, Nova Zelândia, ao sul. As línguas da Nova Caledônia, cujos falantes são chamados Kanaks, e os dialetos das Ilhas Loyalty, encontram seus parentes mais próximos nas línguas de Vanuatu, à leste. Juntos, eles compõem a família de línguas do Oceano Antártico, um membro do ramo das línguas da Austrália. As línguas fijianas, a língua maori da Nova Zelândia e outras línguas polinésias, como o taitiano, o samoano e o havaiano, são primas das línguas da Nova Caledônia na família das línguas oceânicas.
A análise linguística usando o método comparativo fornece uma árvore genealógica detalhada das línguas austronésias às quais pertencem as línguas nativas da Nova Caledônia. A cultura Lapita, supostamente falada como proto-oceânica, e definida por seu estilo típico de cerâmica, originou-se no noroeste do Arquipélago de Bismarck por volta de 1500 a.C. O mais antigo assentamento humano conhecido da Nova Caledônia, datado de 1240 ± 220 a.C no abrigo de rochas de Tiwi, é atribuído aos lapitanos, que então se mudaram para Fiji por volta de 900 a.C, de onde a expansão polinésia começaria.

### Depois da chegada Ocidental
A colonização ocidental da área começou no século XVIII. O explorador britânico James Cook avistou Grande Terre em 1774 e deu-lhe o nome de Nova Caledônia, sendo Caledônia o latim para a Escócia. Em 1853, no governo de Napoleão III, a área foi transformada em colônia francesa. Os franceses trouxeram súditos coloniais, como os árabes do Magrebe, para se instalarem no território. Dada a sua localização estratégica e que não foi ocupado pelas tropas japonesas, desempenhou um papel vital sob as Forças Francesas Livres como uma base naval das Forças Aliadas durante a Segunda Guerra Mundial.
Hoje, embora o francês seja a língua oficial, 28 línguas indígenas ainda são faladas. No censo de 2004, 97,0% relataram que falavam francês, enquanto apenas 0,97% relataram que não sabiam francês. No mesmo censo, 37,1% relataram que podiam falar (mas não necessariamente ler ou escrever) uma das 28 línguas austronésias indígenas.
No censo de 1996, a comunidade indígena melanésia Kanak representava 44,6% de toda a população, caindo para 39% em pesquisas recentes. Eles não são mais a maioria, sua proporção na população diminuiu devido à imigração e outros fatores. O restante da população é formado por grupos étnicos que chegaram à Nova Caledônia nos últimos 150 anos: europeus (34,5%) (predominantemente franceses, com minorias alemães, britânicas e italianas), polinésios (wallisianos, taitianos) (11,8%), indonésios (2,6%), vietnamitas (1,4%), Ni-Vanuatu (1,2%) e vários outros grupos (3,9%), tâmeis, outros sul-asiáticos, berberes, japoneses, chineses, fijianos, árabes, índios ocidentais (principalmente de outros territórios franceses) e um pequeno número de africanos étnicos.